# Хренов, Борис Павлович
Борис Павлович Хренов (12 марта 1924 — 20 августа 1994, Москва, Россия) — советский футболист и тренер. Мастер спорта СССР.

## Биография
Во время Великой Отечественной войны воевал в Четвертой бригаде гвардейских минометов. Награжден орденом «Красной звезды» и медалью «За взятие Кенигсберга».
В 1950 году выступал в классе «Б» за горьковское «Торпедо». Вместе с командой поднялся в элиту, и в 1951 году дебютировал в чемпионате СССР по футболу.
В 1952 году стал игроком московского «Торпедо», за команду отыграл 6 сезонов в высшей лиге СССР. Серебряный призёр чемпионата СССР 1953 года и бронзовый призёр 1957 года. Обладатель Кубка СССР 1952 года. С 1955 года — капитан команды.
В 1958 году выступал за сталинградский «Трактор» в классе «Б». Закончил карьеру игрока в 1958 году.
С 1960 по 1965 год работал тренером в московском «Торпедо». В 1966—1967 годах возглавлял калининскую «Волгу». С 1968 по 1970 год возглавлял томскую команду «Томлес».
Похоронен в Москве на Пятницком кладбище на участке № 1.